# Vesljana (affluente del Vym')
La Vesljana (in russo Весляна?) è un fiume della Russia europea nord-orientale, affluente sinistro del Vym' nel bacino della Dvina Settentrionale. Scorre nella Repubblica dei Comi.
Il fiume ha origine dalla confluenza dei fiumi Ponča (lungo 136 km) proveniente dalla destra idrografica e Iosser (42 km) proveniente dalla sinistra. Scorre dapprima in direzione sud-occidentale, poi curva a nord-ovest. Sfocia nel Vym' a 154 km dalla foce, presso il villaggio di Vesljana. Ha una lunghezza di 138 km, il suo bacino è di 4 620 km².